# Jošiaki Sató
Jošiaki Sató (* 19. červen 1969) je bývalý japonský fotbalista.

## Klubová kariéra
Hrával za Gamba Osaka, Urawa Reds, Kyoto Purple Sanga.

## Reprezentační kariéra
Jošiaki Sató odehrál za japonský národní tým v roce 1994 celkem 1 reprezentační utkání.

## Statistiky
| Japonsko | Japonsko | Japonsko |
| Roky     | Záp.     | Góly     |
| -------- | -------- | -------- |
| 1994     | 1        | 0        |
| Celkem   | 1        | 0        |